# Smith Islands National Park
Smith Islands National Park är en park i Australien. Den ligger i delstaten Queensland, omkring 850 kilometer nordväst om delstatshuvudstaden Brisbane. Den ligger på ön Goldsmith Island.
Trakten är glest befolkad. Det finns inga samhällen i närheten.
Savannklimat råder i trakten. Genomsnittlig årsnederbörd är 1 585 millimeter. Den regnigaste månaden är mars, med i genomsnitt 413 mm nederbörd, och den torraste är september, med 12 mm nederbörd.